# Heraclianus
Heraclianus (* um 370; † 7. März 413 in Karthago) war ein spätantiker weströmischer Offizier in der Provinz Africa (comes Africae). Er diente unter Kaiser Honorius, mit dem er schließlich in Konflikt geriet.

## Leben
Das erste Mal erwähnt wird Heraclianus, als er im Auftrag des Kaisers Honorius im August 408 den mächtigen magister militum Stilicho enthauptete und dafür dessen Vermögen erhielt. Er wurde von Honorius zudem zum comes von Africa ernannt. In dieser Funktion unterstützte er die bedrängte Regierung in Ravenna 409 erfolgreich gegen den Usurpator Priscus Attalus, indem er diesem den Gehorsam verweigerte und die wichtigen Getreidelieferungen von Karthago nach Italien unterband.
Für 413 wurde Heraclianus von Honorius im Frühjahr 412 zum Konsul ernannt. Anschließend kam es jedoch zu Spannungen zwischen Heraclianus und Ravenna, die offenbar mit dem Aufstieg des neuen magister militum Flavius Constantius zusammenhingen, der ein Gefolgsmann Stilichos gewesen war. Im Juli 412 wurde Heraclianus zum hostis publicus erklärt. Heraclianus stoppte erneut die Getreidelieferungen, auf die Rom angewiesen war. Er glaubte, dadurch seinen Gegner entscheidend zu schwächen, und rüstete eine bedeutende Flotte aus, mit der er Rom erobern wollte. Nach der Landung in Italien wurde er aber bei Utricoli von Truppen unter dem Kommando des comes Marinus geschlagen, der für Constantius kämpfte. Nach der Flucht wurde er in Africa gefangen genommen und auf Befehl des Constantius als Usurpator am 7. März 413 in Karthago enthauptet. Seinen Besitz überschrieb Honorius dem siegreichen Constantius, der damit die Festlichkeiten zu seinem Konsulat 414 bestritt. Überdies verfiel Heraclianus der damnatio memoriae, und alle seine Maßnahmen wurden für ungültig erklärt. Ob Heraclianus tatsächlich nach dem Kaisertum gestrebt hatte, wie man ihm vorwarf, ist unklar.